# José Luis García Vayá
José Luis García Vayá (Denia, Alicante, España, 11 de agosto de 1998), conocido deportivamente como Pepelu, es un futbolista español que juega de centrocampista en el Valencia Club de Fútbol de la Primera División de España.

## Trayectoria
Nacido en Denia, se formó en la cantera del Levante U. D., antes de llegar al segundo equipo levantinista en 2014.
El 15 de diciembre de 2015 debutó con el primer equipo en la Copa del Rey en un partido frente al R. C. D. Espanyol, que terminó con derrota por 1-2.
En la temporada 2017-18 jugó cedido en el Hércules de Alicante, de la Segunda División B, disputando 30 partidos con el conjunto alicantino. En 2019 se convirtió en miembro de la primera plantilla del Levante U. D. y volvió a salir cedido, esta vez al C. D. Tondela. Tras haber iniciado la pretemporada con el equipo granota, el 8 de septiembre de 2020 volvió a ser prestado a un equipo portugués, el Vitória S. C.
En la campaña 2021-22 regresó al Levante U. D. y no pudo ayudar al equipo a evitar el descenso a Segunda División. A pesar de ello, siguió en el club con el objetivo de volver a Primera División y renovó su contrato hasta 2032.

### Fichaje por el Valencia C. F.
El 28 de junio de 2023, días después de no lograr el ascenso a Primera División con el Levante U. D., salta la noticía del interés despertado por el Valencia C.F. en hacerse con sus servicios. Ese mismo día, el presidente del Levante, Quico Catalán, convoca a los medios para anunciar su no continuidad al frente del club y en la ronda de preguntas confirma que ya se han iniciado las negociaciones. Durante los siguientes días, las conversaciones entre ambos clubes giran en torno a la forma de pago: mientras que el club levantinista propone un abono íntegro de la cláusula de recisión de su contrato, pese que el club Ché prefiere pagar los cinco millones a plazos. El 7 de julio el Levante no lo cita para someterse a las pertinentes pruebas médicas previas a los primeros entrenamientos de la temporada.
Finalmente, el 8 de julio se oficializa el traspaso por cinco millones de euros. Pocas horas después del anuncio, publicó en sus redes sociales una carta abierta en la que decía: «siempre seré un aficionado incondicional del  Levante UD» sin embargo, no le permitió ganarse la aprobación del público granota, molesto por su marcha al club rival de la ciudad. El 14 de julio, dos días después de su primera rueda de prensa como jugador del Valencia C. F., unas pancartas aparecen colgadas sobre dos de las más transitadas avenidas de la ciudad. El letrero colocado en General Avilés reza: «Criat en Orriols, fugit a Singapur» Criado en Orriols, huido a Singapur, en castellano, en referencia, la primera parte, al barrio en el que se sitúa el Estadio Ciudad de Valencia y, la segunda parte, al origen del propietario del Valencia, Peter Lim; mientras que en el de Ausias March se lee: «Pepelu traïd∞r: no has entés res», Pepelu traidor, no has entendido nada en castellano, siendo el símbolo del infinito una alusión a su reciente renovación con el club azulgrana en la que se usó dicho emblema como hilo conductor.

## Selección nacional
Ha sido internacional con la selección de España en las categorías inferiores sub-17, sub-19, y sub-21.
El 30 de agosto de 2024, recibió la primera convocatoria de la selección absoluta con Luis de la Fuente para los encuentros de la fase de grupos de la Liga de Naciones de la UEFA 2024-25, donde dispuso del dorsal número "10", pese a no llegar a debutar en ninguno de ambos partidos.

## Clubes
Actualizado al último partido disputado el 23 de mayo de 2025.
| Club                            | Div.          | Temporada     | Liga  | Liga  | Copas nacionales | Copas nacionales | Copas internacionales | Copas internacionales | Total | Total |
| Club                            | Div.          | Temporada     | Part. | Goles | Part.            | Goles            | Part.                 | Goles                 | Part. | Goles |
| ------------------------------- | ------------- | ------------- | ----- | ----- | ---------------- | ---------------- | --------------------- | --------------------- | ----- | ----- |
| Atlético Levante U. D. · España | 3.ª           | 2014-15       | 18    | 0     | ―                | ―                | ―                     | ―                     | 18    | 0     |
| Atlético Levante U. D. · España | 2.ª B         | 2015-16       | 30    | 4     | ―                | ―                | ―                     | ―                     | 30    | 4     |
| Levante U. D. · España          | 1.ª           | 2015-16       | 0     | 0     | 1                | 0                | ―                     | ―                     | 1     | 0     |
| Atlético Levante U. D. · España | 2.ª B         | 2016-17       | 31    | 4     | ―                | ―                | ―                     | ―                     | 31    | 4     |
| Hércules C. F. · España         | 2.ª B         | 2017-18       | 30    | 0     | 2                | 0                | ―                     | ―                     | 32    | 0     |
| Hércules C. F. · España         | Total club    | Total club    | 30    | 0     | 2                | 0                | 0                     | 0                     | 32    | 0     |
| Atlético Levante U. D. · España | 2.ª B         | 2018-19       | 31    | 6     | ―                | ―                | ―                     | ―                     | 31    | 6     |
| Atlético Levante U. D. · España | Total club    | Total club    | 110   | 14    | 0                | 0                | 0                     | 0                     | 110   | 14    |
| C. D. Tondela Portugal          | 1.ª           | 2019-20       | 33    | 2     | 1                | 0                | ―                     | ―                     | 34    | 2     |
| C. D. Tondela Portugal          | Total club    | Total club    | 33    | 2     | 1                | 0                | 0                     | 0                     | 34    | 2     |
| Vitória S. C. Portugal          | 1.ª           | 2020-21       | 30    | 1     | 3                | 0                | ―                     | ―                     | 33    | 1     |
| Vitória S. C. Portugal          | Total club    | Total club    | 30    | 1     | 3                | 0                | 0                     | 0                     | 33    | 1     |
| Levante U. D. · España          | 1.ª           | 2021-22       | 29    | 0     | 1                | 0                | ―                     | ―                     | 30    | 0     |
| Levante U. D. · España          | 2.ª           | 2022-23       | 43    | 1     | 4                | 0                | ―                     | ―                     | 47    | 4     |
| Levante U. D. · España          | Total club    | Total club    | 72    | 1     | 6                | 0                | 0                     | 0                     | 78    | 1     |
| Valencia C. F. · España         | 1.ª           | 2023-24       | 37    | 7     | 2                | 1                | ―                     | ―                     | 39    | 8     |
| Valencia C. F. · España         | 1.ª           | 2024-25       | 34    | 2     | 5                | 1                | ―                     | ―                     | 39    | 3     |
| Valencia C. F. · España         | Total club    | Total club    | 71    | 9     | 7                | 2                | 0                     | 0                     | 78    | 11    |
| Total carrera                   | Total carrera | Total carrera | 346   | 27    | 19               | 2                | 0                     | 0                     | 365   | 29    |
| 1.                              |               |               |       |       |                  |                  |                       |                       |       |       |